# Studio Sud
 (novembre 2018).
Si vous disposez d'ouvrages ou d'articles de référence ou si vous connaissez des sites web de qualité traitant du thème abordé ici, merci de compléter l'article en donnant les références utiles à sa vérifiabilité et en les liant à la section « Notes et références ».
Studio Sud est une série télévisée française en 60 épisodes de 26 minutes diffusée du 22 avril au 24 juillet 1996 sur M6, réalisée par Nicolas Cahen, Philippe Roussel et Emmanuel Fonlladosa.

## Synopsis
Nico, Lisa et Chloé sont frère et sœurs. Leur tante absente, les trois jeunes adultes partagent une villa située sur la Côte d’Azur. Tous sont élèves de Studio Sud, la première école européenne de chant, danse et interprétation. Le spectacle dans la peau, ils doivent faire preuve d’obstination pour tenter de décrocher un rôle ou réaliser une maquette… De la barre au sol à la chorégraphie chantée, Lisa domine la promotion, mais doit surtout veiller sur ses deux cadets, entre Nico le Don Juan et Chloé, surnommée « Miss Potins ». Caro, Sarah, Manu et Alex sont leurs amis.

## Distribution
- Séverine Ferrer : Chloé
- Tomer Sisley : Nico
- Avy Marciano : Manu
- Diane Robert : Lisa
- Macha Model : Isabelle
- Mélanie Angélie : Aline
- Manuel Gélin : Olivier
- Noëlla Grey : Sarah
- July Messean : Caro
- David Brécourt

## Épisodes
1. Changement de cap
2. Nico Superstar
3. Un flamenco pour Nico
4. Ras le bol
5. Confiance en soi
6. Une pub à prendre
7. Le futur impossible
8. No man’s land
9. Très cher cousin
10. Requiem pour un dragueur
11. Le poids des traditions
12. Aline
13. Tube express
14. La pistonnée ?
15. À tour de rôle
16. Drôle d’entorse
17. Une famille unie
18. Tous les risques !
19. Y a pas de raison !
20. À cœur perdu
21. Un bébé à Studio Sud
22. La vie d’artiste
23. Le mécène
24. Radio potins
25. Mon bel aventurier
26. Comme une grande
27. La faute au copieur
28. Chacun son tempo
29. Protecteur d’un jour
30. Le prix de l’amitié
31. Ce n’est qu’un au revoir
32. Le gala de Caro
33. Proposition alléchante
34. Fugue en sol mineur
35. Un écrivain à la page
36. Carton rouge pour Nico
37. Solfège et sortilège
38. Un amour de carnaval
39. Le fils prodigue
40. Sœur intérimaire
41. Pour le meilleur et pour le pire
42. Week-end à Vérone
43. Caro sauvée des eaux
44. Marie sous tension
45. Profs en herbe
46. Mon ex
47. Chasse à l’homme
48. Tout pour Charly
49. Une affaire de famille
50. Un plan d’enfer
51. Studieux Sud
52. Chloé en champagne
53. Une fiancée pour Nico
54. Un mal de chien
55. Premier album
56. Panne de cœur
57. Maman chérie
58. Les rois du bobard
59. Rap Party

## Anecdotes
Studio Sud est la rencontre entre Fame et Hélène et les garçons, un Un dos tres avant l’heure. En 1996, les sitcoms conçues par AB Productions pour TF1 avaient toujours le vent en poupe. De son côté, M6 avait fait le choix de Classe mannequin et Studio Sud.
Lors de son arrivée sur M6, la série s’est installée au quotidien à 17 h 30. À partir du 15 mai 1996, Studio Sud n’était plus programmée le mercredi. M6 misait alors sur Ophélie Street, animé par Ophélie Winter. La sitcom attirait en moyenne 420 000 téléspectateurs. Elle a été diffusée sans interruption, jusqu’à la fin du mois de juillet 1996.
Au générique, les téléspectateurs auront pu reconnaître Stéphane Jarny, dans le rôle d’Alex. Par la suite, ce dernier est devenu l’un des chorégraphes des plateaux TV. Il a notamment travaillé sur Nouvelle Star ou les divertissements de Michel Drucker (Vivement dimanche, Champs-Élysées…). Il a également travaillé avec Kamel Ouali, autre figure de la danse à la télévision, sur les productions des Dix Commandements ou Autant en emporte le vent.
Le générique de la série, Faire groover la terre avec moi, a été écrit par Philippe Kelly. 
Dans les pages de Télé Star, Diane Robert a présenté la série en ces termes lors du lancement, en référence à la concurrence de TF1 : « C’est une série pas comme les autres. Les musiciens savent jouer et les chanteurs savent chanter ». La comédienne avait une formation de danseuse. Elle est ensuite apparue aux génériques des Années bleues (AB - TF1) ou Sous le soleil (Marathon - TF1).